# Ioulianna Avdeïeva
Pour les articles homonymes, voir Avdeïeva.
Ioulianna Andreïevna Avdeïeva (en russe : Юлианна Андреевна Авдеева ; transcription anglaise : Yulianna Avdeeva), née le 3 juillet 1985 à Moscou (Union soviétique) est une pianiste russe, lauréate du premier prix du XVIe concours international de piano Frédéric-Chopin de Varsovie en 2010.

## Biographie
Après avoir commencé le piano à l'âge de 5 ans, Ioulianna Avdeïeva étudie à l'Académie russe de musique Gnessine de Moscou, puis à la Haute École d'art de Zurich auprès de Konstantin Scherbakov, dont elle devient l'assistante après l'obtention de son diplôme. Depuis 2008, elle étudie à l'Académie internationale de piano du lac de Côme.
Elle accède à la reconnaissance internationale en remportant le 1er prix du XVIe concours Chopin de Varsovie en 2010, première femme à obtenir ce prix depuis Martha Argerich en 1965. Pour les détails, voir la page d'Ingolf Wunder.

## Récompenses
Liste non exhaustive
- 2002 - 5e Concours international pour jeunes pianistes Arthur Rubinstein in Memoriam (Bydgoszcz) - 1er prix
- 2006 - 61e Concours international d'exécution musicale de Genève (Genève) - 2e prix (1er prix non attribué)
- 2007 - 7e Concours international de piano Ignacy Jan Paderewski (Bydgoszcz) - 2e prix.
- 2010 - 16e Concours international de piano Frédéric-Chopin (Varsovie) - 1er prix et prix spécial de la meilleure interprétation de  sonate.